# 備中川面駅
備中川面駅（びっちゅうかわもえき）は、岡山県高梁市川面町平田にある、西日本旅客鉄道（JR西日本）伯備線の駅である。駅番号はJR-V14。

## 歴史
- 1927年（昭和2年）7月31日：伯備南線木野山駅 - 当駅間延伸時に開設[1]。当初は暫定的な終着駅であった。
- 1928年（昭和3年）
  - 10月25日：当駅 - 伯備北線足立駅間延伸に伴い伯備線が成立、当駅もその所属となる。しかし、この時点では新規開業区間への列車の運行は無く、運行上では引続き終着駅であった。
  - 11月25日：当駅 - 上石見駅間列車運行開始、名実共に途中駅となる。
- 1963年（昭和38年）4月1日：貨物取扱廃止[1]。
- 1971年（昭和46年）10月1日：荷物扱い廃止[2]、無人駅化[3]。
- 1987年（昭和62年）4月1日：国鉄分割民営化に伴い、西日本旅客鉄道（JR西日本）の駅となる[1]。
- 2021年（令和3年）3月13日：ICカード「ICOCA」の利用が可能となる[4]。

## 駅構造
相対式ホーム2面2線を有する列車交換可能な地上駅。コンクリート製駅舎が下りホーム側にある。両ホームは跨線橋で連絡している。上りホーム上に待合室がある。
新見駅管理の無人駅。以前は簡易委託駅で、駅前の商店で乗車券（常備券のみ）を販売していた。
自動券売機・自動改札機も設置されていないが、ICOCAが利用可能。

### のりば
| のりば | 路線   | 方向 | 行先           |
| ------ | ------ | ---- | -------------- |
| 1      | 伯備線 | 上り | 倉敷・岡山方面 |
| 2      | 伯備線 | 下り | 新見・米子方面 |

元々は駅舎側の下りホームを1番のりばとして順に付番していたが、2019年3月16日のダイヤ改正に合わせて上りホームを1番のりばにする形に変更され、列車運転指令上の番線番号との統一が図られた。なお、上下線とも両方向から進入・出発できるようになっている。

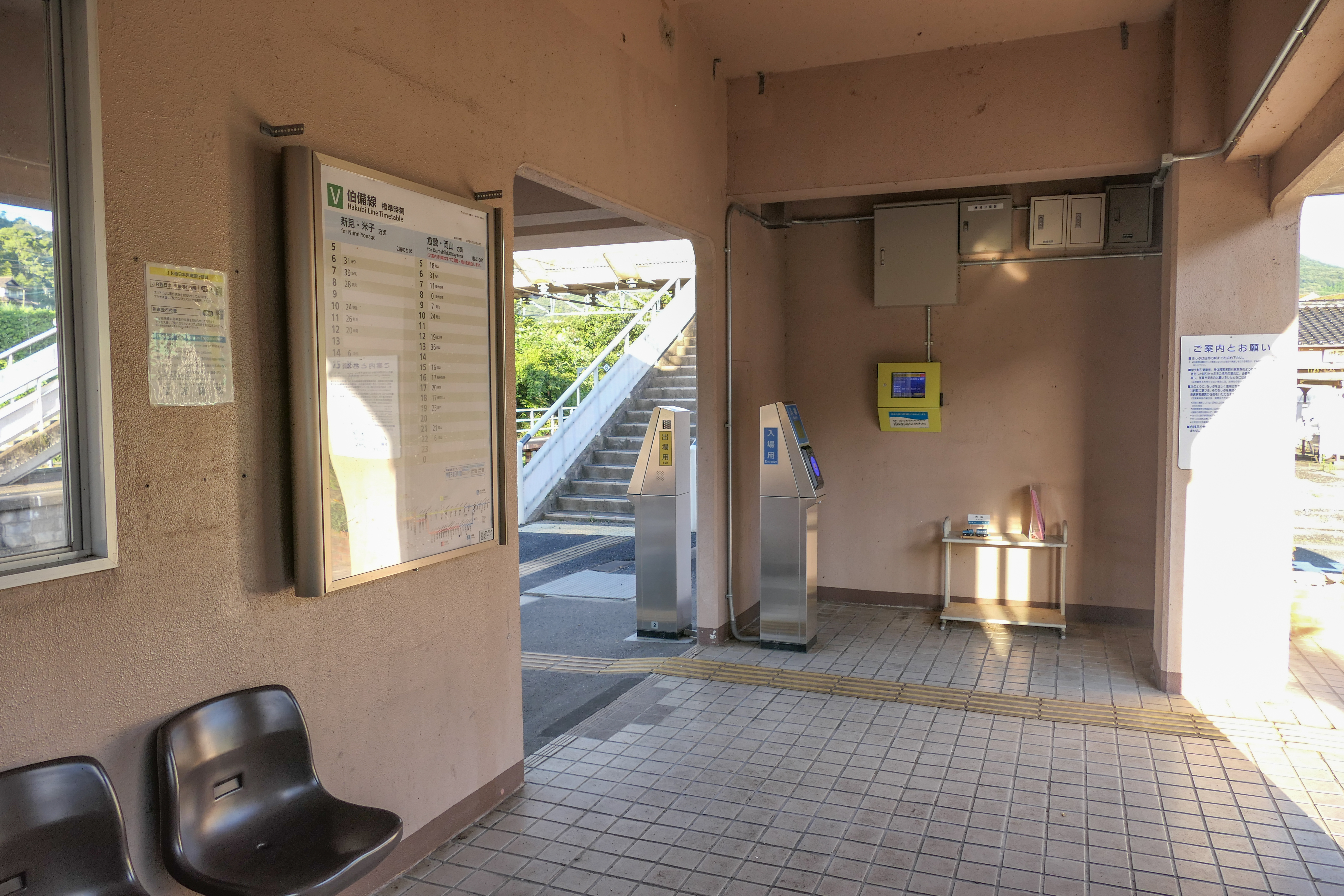
改札口（2023年7月）
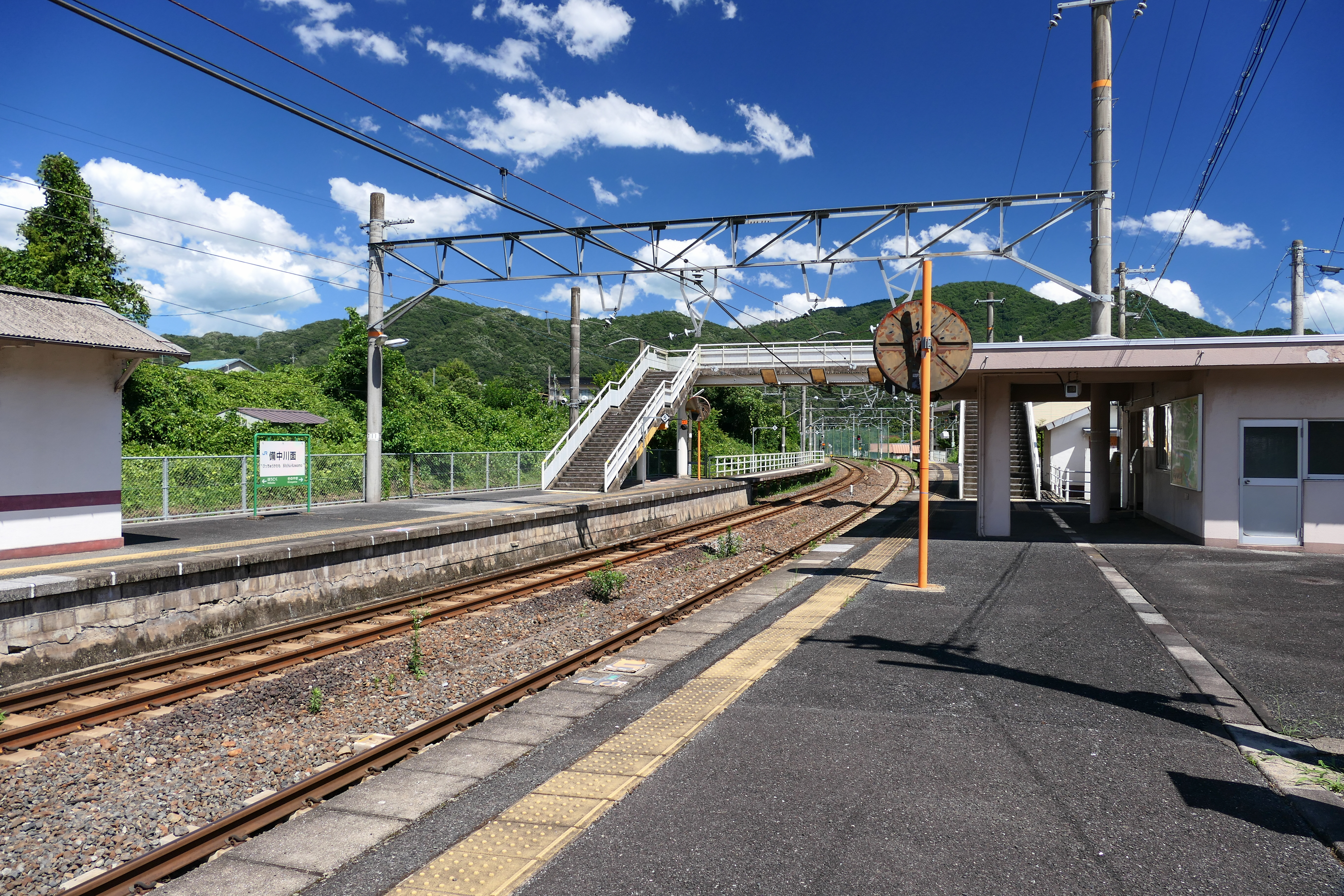
ホーム（2023年7月）

## 利用状況
近年の1日平均乗車人員の推移は以下の通り。
| 乗車人員推移 | 乗車人員推移 |
| 年度         | 1日平均人数  |
| ------------ | ------------ |
| 1999         | 153          |
| 2000         | 148          |
| 2001         | 147          |
| 2002         | 137          |
| 2003         | 130          |
| 2004         | 131          |
| 2005         | 127          |
| 2006         | 120          |
| 2007         | 103          |
| 2008         | 102          |
| 2009         | 89           |
| 2010         | 90           |
| 2011         | 85           |
| 2012         | 74           |
| 2013         | 78           |
| 2014         | 72           |
| 2015         | 59           |
| 2016         | 59           |
| 2017         | 57           |
| 2018         | 55           |
| 2019         | 51           |
| 2020         | 30           |
| 2021         | 25           |

## バス
・山際〜大瀬八長〜高梁バスセンター/川面駅前[備北バス]
・川面駅前〜八石〜高梁バスセンター[備北バス]
・吹屋/宇治〜川面駅〜高梁バスセンター[備北バス]

## 駅周辺
- 川面郵便局
- 高梁市立高梁北中学校
- 高梁市立川面小学校
- 園林寺
- 高梁川
- 国道180号

## 隣の駅
西日本旅客鉄道（JR西日本）
 伯備線
木野山駅 (JR-V13) - 備中川面駅 (JR-V14) - 方谷駅 (JR-V15)